# Wigmore Hall
La Wigmore Hall è una sala da concerto di Londra dedicata ad esibizioni di esecutori ospiti e specializzata in concerti di musica da camera. Vi si tengono concerti per pianoforte solo e per altri strumenti solisti e di cantanti lirici accompagnati al pianoforte.
La sala è ubicata in Wigmore Street ed ha le dimensioni giuste ed una acustica perfetta per delle esecuzioni di musica da camera. Nella Sala si svolgono circa 400 concerti l'anno e settimanalmente la BBC manda in onda un concerto ripreso dal vivo in questa sala.

## Storia
- All'inizio si chiamava Bechstein Hall, quando venne costruita fra il 1899 e il 1901 dal proprietario della fabbrica di pianoforti tedesca Bechstein che aveva un negozio accanto alla Sala. La Sala venne progettata dall'architetto Thomas Edward Collcutt, che aveva progettato anche il Savoy Hotel su The Strand. Bechstein costruì delle Sale simili anche a San Pietroburgo e Parigi.

L'edificio venne costruito in stile rinascimentale impiegando alabastro e marmo per la decorazione delle pareti della sala rettangolare dotata di un piccolo palcoscenico rialzato sormontato da una cupola decorata. La Sala ha, secondo gli esperti, una delle migliori acustiche fra le sale da concerto d'Europa. Nel 2004 è stata ristrutturata ed ha ripreso la sua attività nel 2005.
La Bechstein Hall venne inaugurata il 31 maggio 1901 con un concerto del celebre pianista e compositore italiano Ferruccio Busoni e del violinista Eugène Ysaÿe. Durante i primi anni di attività vide passare dal suo palcoscenico i maggiori virtuosi dell'epoca come Artur Schnabel, Pablo de Sarasate, Percy Grainger, Myra Hess, Arthur Rubinstein, Camille Saint-Saëns e Max Reger.
A causa del fatto che era di proprietà di un tedesco, venne requisita durante la prima guerra mondiale. La sala con il negozio annesso e 130 pianoforti, venne venduta, al disotto del suo reale valore alla Debenhams e quindi riaperta nel 1917 con il nome di Wigmore Hall. Molti grandi artisti come Sviatoslav Richter, Sergio Fiorentino, Vladimir Ashkenazy, Elisabeth Schwarzkopf, Sergey Prokofiev, Shura Cherkassky, Paul Hindemith, Andrés Segovia, Benjamin Britten e Francis Poulenc vi tennero i loro recital.
Ai giorni nostri figura frequentemente nei programmi della Hall András Schiff, Joshua Bell, Maxim Vengerov, Thomas Quasthoff, Ian Bostridge, Susan Graham, Angela Hewitt, Mark Padmore, Steven Isserlis, Sir Thomas Allen, Matthias Goerne, Dame Felicity Lott, Pierre Laurent Aimard, Simon Keenlyside, Anne Sofie von Otter, il Beaux Arts and Florsetan Trios, il Zehetmair Quartets e il Quartetto di Cremona.
La Wigmore Hall possiede anche una sua etichetta discografica, la Wigmore Hall live, con la quale registra concerti dal vivo degli interpreti che ospita.